# الأدب في العصر العباسي
لم يكن هيناً على الأمويين أن يحتفظوا بملكهم طويلاً بعد عصر الخلفاء الراشدين وذلك بسبب الثورات المتلاحقة التي كانت تنشب في وجههم وتنازعهم الحكم ولاسيما ثورات الخوارج والشيعة والزبيريين. ثم كانت ثورة العباسيين سنة 132هـ/750م آخر حلقة في سلسلة تلك الثورات التي أنهكت دولة بني أمية وآلت إلى القضاء عليها.
كان في مقدمة ماتطلع إليه بنو العباس التمركز في حاضرة جديدة بعيداً عن دمشق موطن الأمويين، وفي منأى عن الكوفة معقل الشيعة، وقد آثر الخليفة الثاني أبو جعفر المنصور لذلك موقع قرية على دجلة تدعى بغداد على مقربة من مدينة بابل القديمة، واتخذها عاصمة لملكه وأطلق عليها لقب دار السلام مقتبساً ذلك من القرآن الكريم. وانصرف المنصور إلى إعمار حاضرته على خير وجه، فابتنى فيها القلاع والجسور، وأقام حولها الأرباض والسدود، ونشر في ربوعها الشوارع والأسواق. ثم ما لبثت المدينة أن عمِّرت بمئات المساجد والمكتبات، والأسواق والمنتزهات، فأمها العلماء والأدباء، والمهندسون والصناع. ثم تعاظم شأن بغداد حتى بلغت في القرن الرابع الهجري/ العاشر الميلادي، أوج ازدهارها، وغدت أهم مركز حضاري في العالم، وأصبحت مقصد الحركة الفكرية والعلمية والأدبية بلا منازع.
وقد ظلت في البادية حتى ضحى هذا العهد ترفد المدن والحواضر بمواد اللغة والأخبار، والخطب والأشعار، بوصفها موطن الأصالة ومنبع الإبداع. ثم أخذ الرواة واللغويون ينتشرون في حواضر العراق ويتجمعون في مدنها، حتى اكتظت بهم الكوفة والبصرة فضلاً عن بغداد. وفي هذه المراكز العلمية والأوساط الأدبية قامت حركة تدوين رائدة لم يكن لمثلها نظير. فنشط الرواة وكثر المؤلفون وراجت سوق الوراقين. وقد واكب ذلك على صعيد الأدب نبوغ عدد من الشعراء والكتَّاب  الذين احتضنتهم هذه المدن، واتسم نتاجهم المنظوم والمنثور بكثير من ملامح الجدة والطرافة.
وما من ريب في أن الاستقرار السياسي، ولاسيما بعد انقضاء طور الفتوحات والقضاء على الفتن، قد ساعد على الالتفات إلى شؤون الأدب والعلم وقضايا الفلسفة والفكر، وجعل الظروف ملائمة لتدفق العطاء وتفجر الإبداع. وكان من المعهود أن يولي الخلفاء كل ذلك اهتمامهم ويحرصوا على تشجيع ذوي المواهب، يعينهم على ذلك ثراء كبير تجمع في خزائنهم من موارد البلاد الواسعة. بل إن من الخلفاء أنفسهم من كان معروفاً بميله إلى الأدب وحبه للعلم مثل المهدي والرشيد، والأمين والمأمون، والمعتصم والمتوكل. كذلك سار أمراء بني العباس وولاتهم ووزراؤهم على غرار خلفائهم، فكان لكل منهم بلاط يقارب بلاط الخليفة أو يضارعه، من مثل ما كان لآل برمك، وطاهر بن الحسين، وعبد الله بن طاهر، ثم الصاحب بن عبّاد وابن العميد وعضد الدولة والمهلبي وسيف الدولة الحمداني.

## خلفية تاريخية
يعد العصر العباسي أزهى العصور العربية حضارة ورقياً، كما أنه أطولها زمناً، إذ امتد حتى سنة 656هـ/1258م، حين تمكن هولاكو المغولي بجحافله اللجبة من اجتياح بلاد العراق والشام والقضاء على الدولة العباسية في بغداد التي دامت ما يزيد على خمسة قرون.
وبوسع الباحث أنه قد كتن هناك عهدين كبيرين في هذه الحقبة العباسية المديدة: عهد قوة ومنعة عاش فيه الخليفة عزيز السلطان مهيب الجانب، ويعرف بالعهد الذهبي الذي يصادف القرن الثاني وبعض القرن الثالث الهجري (القرنين الثامن والتاسع للميلاد)، وعهد انحلال سياسي، تخاذل فيه الخلفاء وضعفت في أيامهم هيبة الحكم. فما أطل القرن الرابع الهجري/ العاشر الميلادي، حتى غدت بلاد فارس في حوزة بني بويه، والموصل وديار بكر وديار ربيعة ومضر في أيدي بني حمدان، ومصر والشام في قبضة محمد بن طغج ثم الفاطميين.
على أن التفكك السياسي لم يصحبه بالضرورة تقهقر حضاري ولا تخلف علمي، بل إن الفكر العربي الإسلامي، بما أوتي من قوة دافعة أكسبته إياها القرون الأولى الوطيدة، استطاع أن يمضي في طريق النضج والازدهار ويغمر الأرض بنور المعرفة وألق الإبداع. فقد تعددت مراكز الإشعاع الحضاري، إضافة إلى مدن العراق، فكانت مكة و المدينة المنورة في الحجاز، و الفسطاط و القاهرة في مصر، و حلب و دمشق في الشام، و الري و همذان في فارس ثم بخارى و سمرقند في ما وراء النهر،و غزنة في أفغانستان و جرجان في خرسان.
وكان طبيعياً في غمار هذا الوضع السياسي والاجتماعي أن ينطوي ذلك المجتمع الجديد على تمازج في العادات والثقافات، وأن يفرز هذا العصر أصنافاً من العلوم وألواناً من الآداب، وأن يعكس ذلك على كل صعيد في الحياة العامة وفي جملتها الحياة الأدبية.

## الشعر
شهدت بواكير العصر العباسي نبوغ عدد وفير من الشعراء المبدعين الذين اتسمت أشعارهم بملامح الجدة وانطوت على رواء الحداثة، وبدا جلياً أن الغلبة لم تعد لمنازع القديم ونماذجه الموروثة، وهكذا أخذت الأنظار تتجه إلى بشار بن برد و أبي نواس و أبي العتاهية و مسلم بن الوليد و الحسين ابن الضحاك و علي بن الجهم وأمثالهم ممن فاضت قرائحهم بشعر جديد بات مهوى أفئدة الجيل. وقد تجلى هذا الانعطاف على لسان أبي عمرو بن العلاء (ت154هـ/770م) وطبقته المحافظة من الرواة واللغويين الذين كانوا قيمين على حركة النقد والتأليف حين قال: «قد حسن هذا الشعر وكثر، حتى لقد هممت بروايته».
ثم توالى ظهور الشعراء النوابغ في العصر العباسي المديد، ومنهم أبو تمام و البحتري و ابن الرومي و ابن المعتز و دعبل. ومن بعدهم أبو الطيب المتنبي و أبو فراس الحمداني و الشريف الرضي و أبو العلاء المعري وسواهم، وارتقت أساليب التعبير وعرف الشعر العربي أزهى عهوده.

### أغراض الشعر
حرص شعراء العصر العباسي ونقاده بوجه عام على أن يدور شعرهم في فلك الأغراض الموروثة، وأن تنسج أغراضه على منوال الفحول المتقدمين. فحافظ المديح على منزلته السالفة تبعاً لارتباطه الوثيق ببلاط الخلفاء والملوك، ومجالس الأمراء والولاة، ولكونه السبيل الأول للحظوة عند أولي الأمر، والطريق الأقصر لبلوغ الشهرة المنشودة.

#### المديح
اقترن شعر المديح بالموقف السياسي في العصر الأموي، حين كان للخليفة شعراؤه الذين يمدحونه وينالون عطاياه، بقي الحال على هذا الغرار في ظل الحُكم العباسي، فاصطنع خلفاؤه شعراء موالين لهم لزموهم في حلهم وترحالهم، وخصوهم بمدائحهم وذادوا عن حقهم في حكم المسلمين. وقد ظهر في عهد الخلفاء الأوائل عدد وفير من هؤلاء الشعراء مثل بشار و أبي العتاهية و السيد الحميري و أبي نواس و الفضل الرقاشي و سلم الخاسر و أبي دلامة و مروان بن أبي حفصة و مطيع بن إياس و أشجع السلمي و منصور النمري. وقد فاق الخليفة المهدي سلفيه في تقريب الشعراء وإكرامهم، فأكثروا فيه القول وغالوا في الثناء.
ومضى الخليفة هارون الرشيد بعد ذلك إلى مدى أبعد في رعاية الشعر وتقريب الشعراء طوال حكمه القوي الزاهر الذي دام اثنتين وعشرين سنة. ويقول الرواة إنه لم يجتمع بباب أحد ما اجتمع ببابه من الشعراء، ومن مداحه ابن مناذر و أبو الشيص و مروان بن أبي حفصة و العماني و مسلم ابن الوليد وربيعة الرقي.. فضلاً عن أبي العتاهية وأبي نواس وسلم الخاسر، وأصبح لإطراء الممدوح حيز أكبر لدى شعراء هذا العصر.
وقد غاص عدد من الشعراء عهدئذ في حمأة السياسة وخاضوا بشعرهم معركة ولاية العهد بين الأمين و المأمون، فانتصر بعضهم لهذا وبعضهم لذاك في قصائد تداخلت فيها المعاني المدحية والآراء السياسية.
كذلك ظل الشاعر في العصر العباسي حريصاً على رسم الخصال الرفيعة والقيم المثلى في شخصية الممدوح، إذ ما زالت سجايا الكرم والشجاعة، والحلم والحزم، والنجدة والمروءة، والعفة والشهامة، موضع إجلال المجتمع العربي الإسلامي. ومضى الشعراء يبدون أضرب البراعة والفن ضمن هذا الإطار الرحيب من الصفات الأصيلة المثلى. وكان ما قام به خلفاء بني العباس وقادتهم وولاتهم من جلائل الأعمال، وتصديهم لخصوم الدولة المتمردين عليها في الداخل، ولأعدائها المتربصين بها في الخارج، خير ما أثار قرائح الشعراء وأذكى مدائحهم بعناصر البطولة والبأس. وقد تجلى ذلك لدى الشاعر أبي تمام (ت231هـ/846م) الذي ارتفع ببعض قصائده إلى مستوى يقارب الملاحم، وآخى فيها بين شعر المديح وشعر الحرب، مقدماً بذلك للأدب العربي نموذجاً جديداً متطوراً من الشعر الحماسي الأصيل.
وعلى هذا الغرار مضى أبو الطيب المتنبي (ت354هـ/965م) بعد قرون من الزمان، مشيداً بانتصارات سيف الدولة الحاسمة ومعاركه المظفرة في قتال دولة الروم المتاخمة.
غير أن موضوع المديح لم يبرأ من بعض العيوب التي شابته في هذا العصر، وفي مقدمتها المبالغة والتهويل، فلم يعد ما قاله الأوائل مثلاً في صدد شعر زهير بن أبي سلمى من أنه «لم يكن يمدح الرجل إلا بما فيه» منحى مطلقاً، بل أسرف الشعراء على أنفسهم في ذلك، وغالوا أحياناً في إسباغ الصفات الخارقة على ممدوحيهم.
ومن هذا القبيل قول أبي نواس في الخليفة الأمين:
وأخفـت أهــل الشــرك حتى إنــه    لتخافــك النطـف التي لــم تخلق

#### الهجاء
أما الهجاء، وهو الغرض الذي يقابل عادة غرض المديح، فقد انعطف في مساره عما كان عليه في العصر الأموي، فخفتت فيه نزعة تحقير الخصم بسبب وضاعة أصله ونسبه، أو خمول مكانة أبيه وجده، أو ضآلة شأن عشيرته وقبيلته. إذ لم تعد للأنساب تلك الأهمية البالغة التي كانت لها في سالف العهد، بعد همود حدة العصبيات القبلية وانصهار أكثر القبائل في بوتقة المجتمع المتحضرالحديث. فتركز الهجاء أو كاد، في إبراز المعايب الشخصية اللاصقة بذات المهجو وما تنطوي عليه نفسه من مثالب. وهذا المنحى أدخل في رحاب التصوير والفن، وأبعد عن مجال القذف والشتم.
وكثيراً ما كانت المهاجاة تستعر بين الشعراء أنفسهم فيكثر في قصائدهم ذكر المثالب والمعايب، وقد يتجاوزون الحدود إلى التحقير والتسفيه. وقد عرف بذلك بشار بن برد وأبو نواس وأبو عيينة المهلبي وابن الرومي ودعبل الخزاعي وعبد الصمد بن المعذل، حتى إن الأمر بلغ ببعضهم حد التعرض للخلفاء أنفسهم، شأن الشاعر الهجاء دعبل (ت246هـ/860م) الذي لم يتورع عن هجاء الرشيد و المأمون و المعتصم و الواثق. وقد قرن الخليفتين الأخيرين معاً في قوله:
خليفة مــات لــم يحزن له أحــد    وآخر قام لم يفرح به أحـــد
كذلك تنوعت أنماط الهجاء تبعاً لتعدد أوجه الحياة في هذا المجتمع العباسي المتحضر. فابن الرومي (ت283هـ/896م) الذي عاش في عصر اكتظ بالجواري والقيان مثل جلنار وبستاق وبدعة وشاجي ودريرة وغناء وظلوم ووحيد وغيرهن من مطربات مجالس الولاة والوزراء، تعرض في شعره لهؤلاء وغيرهن كما تعرض معاصره البحتري وسواه، وكان طبيعياً أن يقرظ بعضهن إعجاباً بأصواتهن وأن يهجو أخريات لم يجد في غنائهن ما يروقه.

#### الرثاء
أما غرض الرثاء فمن الطبيعي أن تظل له منزلته السامية في النفوس لانبثاقه من عاطفة الحزن الوارد في كل زمان ومكان. غير أن فن الرثاء ارتقى في هذا العصر، واكتسب غنى وعمقاً، بفضل شعراء كبار أبدعوا فيه وفي سائر أغراض الشعر، وفي طليعة شعراء الرثاء أبو تمام الذي قيل عنه «مداحة نواحة»، ومن بعده ابن الرومي الذي عرف برثاء أولاده.
كذلك افتن الشعراء في هذا الغرض تبعاً لتشابك العلاقات الاجتماعية في ذلك العصر، وتوطد صلاتهم مع أولي الأمر. إذ لم يمت خليفة ولا وزير، ولا قائد ولا عظيم، إلا رثوه رثاء حاراً وأبَّنوه تأبيناً رائعاً، مبرزين في قصائدهم كل ما كان يتحلى به الفقيد في حياته من مناقب وما كان له من فضل.
وكم ألمت بهذا العصر العباسي المديد أحداث جائحة وفتن طاغية وجدت لها في النفوس صدى أليماً وتجلت على ألسنة الشعراء مراثي دامعة. وحدث أن اجتاح الزنج البصرة في فتنة هوجاء حين زحفوا إليها من ظاهر المدينة، فاستباحوها وأعملوا فيها يد التخريب والتنكيل. وراع هذا النبأ الفاجع ابن الرومي فقال في رثاء المدينة المنكوبة قصيدة تعد من أروع الشعر مطلعها:
ذاد عــن مقلتي لذيــذ المنـــام   شـــغلها عنه بالدموع الســـجام
ولم يكن هذا النمط من رثاء المدن معهوداً في الشعر العربي، ولكن أحوال ذلك العصر المتفجر اقتضت مواكبة الشعر لها. ولعل هذه القصيدة باكورة رثاء الممالك الذي أخذ في الظهور فيما بعد ولاسيما إثر سقوط بغداد بيد التتار القساة، وإثر تساقط دويلات المسلمين في الأندلس بيد الفرنجة.
وقد تستدعي حقيقة الموت من الشاعر أن يتأمل في طبيعة الحياة وحال الدنيا، فيكون له من ذلك نظرات وآراء، ولاسيما بعد أن تشبع الشعراء بأفكار ثقافات أغنت معارفهم وعقولهم، ومن هذا القبيل كثير من شعر أبي العتاهية في الوجود والعدم، والحياة والموت، والبقاء والفناء.
و لأبي العلاء المعري (ت449هـ/1058م) فلسفة أعمق في هذا الصدد تبعاً لغنى فكره ونفاذ بصيرته، حين عمد إلى رثاء صديقه الأثير أبي حمزة الفقيه في قصيدته المشهورة التي مطلعها:
غير مجــد فـي ملتي واعتقـادي    نـــوح بــاك ولا ترنـــم شـــــاد
فقد استطاع أبو العلاء أن يحلق في أجواء علوية سامية وينظر من خلالها إلى الكون والحياة نظرة كلية شاملة وبذلك ارتفع في رثائه من نطاق الحادثة الفردية المحدودة إلى رحاب الإنسانية الشاملة.
كل ذلك يعني أن هذه المراثي تغاير في كثير من ملامحها معهود شعر الرثاء الذي يغلب عليه النواح وتبلل قوافيه الدموع.

#### الغزل
وقد اكتسب الغزل في العصر العباسي غنى ومضاء لارتباطه بعاطفة الحب الغلابة في النفس الإنسانية. وأقبل الشعراء إقبالاً كبيراً على النظم فيه، فكثر كثرة بالغة وازدهر ازدهاراً واسعاً. غير أن الاتجاهين اللذين غلبا في العصر الأموي وهما الغزل العفيف والغزل الصريح لم يسيرا في العصر العباسي على ذلك النحو المتوازن. فقد أخذ الغزل العفيف في التضاؤل، في عصر تكاثرت فيه النحل والآراء، واحتدمت المنازع والأهواء، وقلما عرف المجتمع العباسي طائفة من شعراء الحب النقي الطاهر كالذين عرفتهم من قبل بوادي الجزيرة وربوع الحجاز، مثل قيس بن الملوح و جميل بن معمر و عروة بن أذينة. ولعل العباس بن الأحنف وقلة من أمثاله الشعراء الذين تعذبوا في عشقهم يمثلون بقية ذلك  المنحى، وإن لم يبلغوا فيه شأو العذريين قبلهم. فالعباس بن الأحنف (ت192هـ/808م) قصر شعره، أو كاد، على التغني بعاطفته ومشاعره.
و لعلي بن الجهم غزل كثير أجاد فيه تصوير لواعج حبه. وقد برع في مقدماته الغزلية الرقيقة ولاسيما ما كان يستهل به مدائحه للخلفاء. ومن ذائع غزله في صدد مديحه للمتوكل:
عيون المها بين الرصافة والجسر   جلبن الهوى من حيث أدري ولا أدري
واشتهر البحتري بالغزل، لما اتسمت به ألفاظه من سهولة ورقة وعباراته من عذوبة وسلاسة، وقد أحب علوة الحلبية، وقال فيها جل غزله.
وغزل الشريف الرضي (ت406هـ/1016م) على تأخر عهده من أبرز الشواهد على نبل الشعور وعفة اللسان، فضلاً عن سمو مكانة ورفعة نسب، وقصائده الجميلة التي اشتهرت بالحجازيات نفثات شجية أثارت كوامن نفسه المضطربة.

#### أغراض أخرى
لعل أبرز انعطاف طرأ على الشعر العربي في العصر العباسي هو انبثاق غرضين آخرين أضيفا إلى سائر الأغراض المعهودة في الشعر العربي، وهما غرض المجون و الزندقة، وغرض الزهد و التصوّف.ومع أن لهذين الغرضين جذوراً في الشعر العربي القديم، إلا أنهما بلغا في هذا العصر المدى من التطرف. لقد انطوى المجتمع الإسلامي في العصر العباسي على كثير من التعقيد، وعرض له كثير من الاختلال. وكان ذلك كله بسبب التبدل الشديد الذي أصاب الحياة الاجتماعية والفكرية والدينية. إذ التفت الناس إلى حياة الدعة واللهو نتيجة انقضاء مرحلة الجهاد والفتح، فازدهرت التجارة وحركة القوافل، وتكاثر المتمولون وتركزت الثروة في جيوب فئة من الأغنياء. ونشطت تبعاً لذلك حركة المتاجرة بالرقيق، وانتشرت أسواق النخاسة، وشاع اقتناء الجواري والغلمان، بعد أن انصبت عناصر أعجمية كثيرة على الحياة العربية من فرس و روم و ترك، حاملة معها نزعاتها ونزواتها، وعاداتها وأهواءها، فكثرت عناصر الموالي، وتزعزعت القيم، وضعفت الأعراف والتقاليد. وهكذا برزت الزندقة لتغدو مظهراً من مظاهر المروق من الدين وفساد العقيدة، كما برز المجون مظهراً آخر من مظاهر التحلل في الأخلاق والسلوك، والاستهتار بالقيم والأعراف. وقد تطرّف الشعراء في ذلك، من أمثال بشار و أبي نواس و مطيع بن إياس، حين أطلقوا لأنفسهم عنان القول، وخرجوا عن نطاق الحشمة والوقار. ولم يفتقد الأدب ذلك الحب العذري أو العفيف، وما اتسمت به من ملامح الطهر والنقاء، بل ابتلي بنمط شاذ مستحدث من الشعر الهابط في مضمونه لم يعهده العرب من قبل، وهو التغزل بالمذكر. كما لم يعد الكثيرون يجدون حرجاً في شرب الخمرة وارتكاب المعاصي متحللين من كل خلق ودين.
وثمة نزوات كثيرة اشتهر بها أبو نواس وتجلت في أقواله وأفعاله، إنه يخاطب ساقية في الحانة بكلمات طافحة بالاستهتار والتحدي:
ألا فاسقني خمراً وقل لي هي الخمر    ولا تســقني سراً إذا أمــكن الجهر
حتى إن بعضهم جهر بالزندقة ومنهم بشار ابن برد و حماد عجرد و الحسين بن الضحاك و صالح بن عبد القدوس وسواهم، وقد عرف أكثرهم بالمجون والتهتك. والملاحظ أن هذه النزعات المتطرفة قد برزت في مدن العراق كالبصرة و الكوفة و بغداد نتيجة انصباب فئات كبيرة من الأعاجم على سكان تلك الحواضر، حاملة معها نحلها الغريبة، من بوذية و زرادشتية و مانوية وغير ذلك.
وكان من الطبيعي داخل ذلك المجتمع الحافل الذي كان يضطرب بتيارات شتى أن تتعدد النزعات، وتتعارض الاتجاهات. ولم يكن بوسع مجتمع عميق الجذور ورث القيم العربية وتشبع بالروح الإسلامية أن يتقبل الزيغ والانحراف، ويرتضي الطيش والمروق. لقد هال الأتقياء وذوي الغيرة على الدين والأخلاق ما تعرض له ذلك الجيل من غزو لأفكاره ومعتقداته، وفساد في قيمه وسجاياه. ورأوا أن خير سبيل إلى النجاة من تلك الشرور العودة إلى جوهر الدين والتمسك بحبل الله. وهكذا اشتد تيار الزهد والتقشف في مقابل نزوع الآخرين إلى المجون والتحلل. وقد غلا بعض هؤلاء في التضييق على أنفسهم غلو أولئك في تحللهم واستهتارهم. فدأبوا على الوعظ والتعبد، وحضوا على حياة النسك ونبذ حطام الدنيا.
ويعد الشاعر أبو العتاهية الذي عاش في صدر العصر العباسي ممثل تيار الزهد في الشعر العربي، حين أكثر من نظم قصائده الزهديات وبرع فيها، حتى إنه جعل من ذلك الشعر غرضاً جديداً انضم إلى سائر الأغراض المعهودة.
وقد نظم في غرض الزهد شعراء كثيرون، منهم سفيان بن عيينة و عبد الله بن المبارك ومحمود الوراق و مالك بن دينار، إضافة إلى أبي نواس في أواخر حياته.
ثم أخذ تيار الزهد يخرج عن بساطته ويزداد اتساعاً وتعقيداً، فلم يعد أعلامه يكتفون بالوعظ والتذكير بالموت، والإكثار من ذكر القيامة والنار، بل راحوا يرتكزون إلى أصول فكرية وفلسفية، انبثق منها في نهاية الأمر مذهب التصوف. وقد تجلى مفهوم الحب الإلهي في عصر مبكر لدى رابعة العدوية (ت135هـ أو 185هـ) الزاهدة العابدة، التي يقال أنها استعملت لأول مرة لفظة الحب للتعبير عن إقبالها على الله، وإعراضها عن كل ما سواه.
وهذا الحب الإلهي هو المحور الذي دار حوله اهتمام المتصوفة لأنه الحب الأمثل الذي يفنون فيه فناء يحقق لهم السعادة والاطمئنان.
ثم أخذ الفكر الصوفي ينطوي على كثير من التعقيد بفعل مؤثرات دخيلة على الإسلام من بوذية وإغريقية و مسيحية. وكان أن ظهر في السنين العباسية المتأخرة عدد من الشعراء الأعلام في التصوف مثل الحسين بن منصور الحلاج (ت309هـ/921م) الذي تم فيه تنفيذ حكم القتل، وكان يعتقد باتحاد الناسوت، أي الروح الإنساني، باللاهوت، أي الروح الإلهي. كما ظهر في أواخر العصر العباسي عدد من كبار المتصوفة الذين نظموا أشعاراً كثيرة عرضوا فيها مذهبهم بأسلوب رامز يعتمد تعابير العشاق وألفاظ المحبين، مثل ابن الفارض (ت632هـ/1234م) الذي يقول في إحدى قصائد ديوانه الصغير الشهير متغنياً فيها بخمرة الوحدة الإلهية:
شــربنا على ذكر الحبيب مدامــة   سكرنا بها من قبل أن يخلق الكرم
وقد أفاض في عرض مذهبه في المجاهدة ونظرته في وحدة الوجود ضمن مطولة شعرية بلغت سبعمئة وستين بيتاً، وتعرف بنظم السلوك.

## خصائص الشعر
اتسع مجال القول على صعيد الشعر والنثر في أدب العصر العباسي، تبعاً لاتساع مناحي الحياة وتشعبها في هذا الطور المتألق من حضارة العرب. فتكاثرت الموضوعات التي تناولها الشعراء فضلاً عن الأغراض الشعرية التي نظموا فيها. من ذلك توسعهم في وصف مشاهد الطبيعة المختلفة، مثل وصف الربيع لأبي تمام و للبحتري وكذلك ما وصف به أبو الطيب المتنبي شعب بوان في بلاد الفرس.
وأوغل شعراء هذا العصر في وصف الأيك والحمائم، والرياض والحياض، والأزهار والثمار، حتى حفلت دواوين البحتري وابن الرومي وأبي بكر الصنوبري وأمثالهم بهذه الأوصاف الجميلة التي انطوت على التشبيهات الطريفة والألوان البهيجة.
وقد عني أبو بكر الصنوبري (ت334هـ/945م) بوصف الحدائق والبساتين، والورود والرياحين، حتى اشتهر بأشعاره (الروضيات)، وهو يشير إلى هذا المنحى الأثير لديه في قوله:
وصف الرياض كفاني أن أقيم على    وصف الطلول، فهل في ذاك من باس
وكان لوصف المدن والمنشآت العمرانية حيز آخر في قصائد الشعراء الذين عاش معظمهم في الحواضر، وعرفوا حياة البلاط ومجالس الأمراء، فوصفوا القصور والرياض وكثيراً من مظاهر الحضارة الجديدة ومناحي الحياة المستحدثة. فوصف البحتري قصر الجعفري الممرد، كما وصف بركة المتوكل التي كانت آية في الحسن بفضل إبداع هندستها.
وفي الوقت نفسه التفت شعراء العصر العباسي في أحوال قليلة إلى شؤون تتصل بحياة عامة الناس بعيداً عن بلاط الخلفاء وقصور الأمراء.
ومن الموضوعات الجديدة على هذا الصعيد الشعبي وصف ابن الرومي لبسطاء الناس وكادحيهم، وما كان يمتاز به بعضهم من براعة في مهنتهم، كوصفه للخباز وللحمال وقالي الزلابية.. في مقطعات شعرية حافلة بالصور الطريفة.
ولعل في طليعة ما طرأ على معاني الشعر العباسي من تطور، على صعيد آخر، أنها جنحت للرقة والعذوبة، بفضل غلبة الحضارة وانصقال الأذواق، كما اتسمت في جانب منها بالابتكار والعمق، تبعاً لنضج العقل العربي وتوسع آفاقه. كذلك امتازت معاني الشعر بالجدة والطرافة بعد أن قيض لها شعراء أفذاذ عرفوا بقوة فنهم وشدة براعتهم وسعة ثقافتهم. وكان لشعر الغزل وشعر الوصف نصيب واف من ملامح الحداثة التي أغنت الشعر العربي وزادته رونقاً وبهاء.
وتجلى الإبداع الشعري في هذا العصر من خلال اختراع المعاني وابتكار الصور ونفاذ الرؤية.
وغلب على جانب من الشعر فكر الفلاسفة وعلماء الكلام، واقتحمته ألفاظهم واصطلاحاتهم، كالجوهر والعرض والشك واليقين، مثل شعر أبي العتاهية الذي ينم على آثار المانوية الفارسية وعقيدتها الثنائية:
لكــــل إنســـــان طبيعتـــان      خير وشـر وهمــا ضــدان
وكل شيء لاحق بجوهره      أصــغره متصــل بــأكبــره
أو مثل شعر بشار الذي تظهر فيه أصداء مذاهب العصر وأفكاره مثل قضية الجبر والاختيار:
طبعــت علــى ما فيَّ غيـــر مخير     هواي ولو خيرت كنت المهذَّبا
أريد فلا أعطى، وأعطى ولم أرد     وقصــر علمـي أن أنال المغيبا
على أن هذا المنحى في التحديث لم يرق المحافظين الذين تمسكوا بعمود الشعر التقليدي، ونهج القصيدة الموروث، إذ الشعر في رأيهم لا يحتمل وطأة الحقائق الذهنية المجردة ،والاصطلاحات الفلسفية المعقدة، والمنطق الذهني الصارم. ورأى البحتري في مثل ذلك بدعة في الأدب لم يعرفها فحول المتقدمين، ولم يجنح إليها امرؤ القيس إمام الشعراء:
كلفتمـــونا حـــــدود منطقكــم    والشعر يغني عن صدقه كذبه
أما المبنى الشعري فقد تعرض لتغير ملموس في بعض نماذجه، سواء على صعيد الأوزان أو صعيد الأسلوب. فقد مالت القصائد إلى القصر وسارت المقطعات على الألسنة ولاسيما في مجال الغزل والهجاء والزهد والحكم... كذلك آثر الشعراء البحور القصيرة مثل بحر الهزج والمجتث والمقتضب، كما جنحوا للأوزان المجزوءة في بحور الوافر والكامل والبسيط والخفيف.
كذلك جددوا في القوافي تخفيفاً من وطأة القافية الواحدة الغالبة، فأحدثوا نوعاً من النظم سموه «المزدوج»، وهو في الغالب من بحر الرجز يختص فيه كل شطرين في البيت بقافية واحدة، وتليها قافية مغايرة في البيت التالي وهكذا. وقد استعاره الفرس وسموه « المثنوي». وشاع المزدوج لدى أبي العتاهية الذي نظم مطولة بالغة الطول عرفت بذات الأمثال، وقد ضاع معظمها.
وقد ساغ هذا النمط العروضي الميسر للنحاة والفقهاء وسائر العلماء، فأكثروا فيه المنظومات التعليمية، كما آثره أبان اللاحقي فيما نظمه من أقاصيص كليلة ودمنة، وسواه ممن نظموا في شؤون العلم والدين والتاريخ. ولا ريب في أن شيوع الغناء والرغبة في تلحين الأشعار في المحافل والأسمار من أهم ما أسهم في رواج هذه الأنماط الجديدة التي تعد من خفائف النظم.
واستتبع هذا المنحى إيثار الألفاظ السهلة المأنوسة، حتى كادت تنحصر الغرابة اللفظية لدى فئة الرجاز البداة أول الأمر ثم آل أمرهم إلى الانزواء.
ومن جهة أخرى على هذا الصعيد الأسلوبي غلبت الصنعة على مبنى الشعر، وأوغلت فيه أضرب التزويق والتزيين، فكثرت فيه الزخارف اللفظية والمحسنات البديعية، ويعد أبو تمام وابن المعتز في طليعة أصحاب هذا المذهب الفني، إذ جدا في طلبه وأكثرا منه حتى عرفا به.
وازداد الشعراء إيغالاً في الصنعة مع مضي الزمن، وغدا الشعر لديهم معرضاً للتزيين والتلوين كقول الوأواء الدمشقي (385هـ/994م):
قَالَتْ لِطَيْفِ خَيَالٍ زَارَنِـي وَمَضَـى  بِاللهِ صِـفْـهُ وَلاَ تَنْقُـصْ وَلاَ تَـزِدِ
فَقَالَ أَبْصَرْتُهُ لَوْ مَاتَ مِنْ ظَمَأ  وَقُلْتِ قِفْ عَنْ وُرُودِ المَاءِ لَمْ يَرِدِ
كذلك اكتسب الخيال غنى ومضاء، فغدت الصور الشعرية متسمة بالتلوين والتعقيد، وخرج التشبيه عن بساطته المعهودة وأطرافه الواضحة المحددة.
فحين يود أبو تمام وصف الطبيعة يستخدم نوافر الأضداد، وعندما يتعاورها الصحو والمطر يكون لذلك في مرأى الشاعر منظر معجب:
مطر يــذوب الصحــو منه وبعده    صحو يكاد من النضارة يمطر
 وبالإجمال اكتسب الشعر العباسي تبعاً لمواكبته هذا العصر الحضاري كثيراً من ملامح الجدة والطرافة. حتى ليمكن القول إنه بفضل ما انطوى عليه من جمال التعبير، وطرافة التصوير، وسمو الخيال، وجدة المعنى، وسعة الثقافة وغنى الفكر...، غدا فناً مزدهراً وعاش عصره الذهبي.

## ملامح البيئة
من الطبيعي أن تكون شخصية الأديب جماع عوامل ومؤثرات تسهم في تكوينه وتتجلى في نتاجه، في طليعتها جملة معارفه وموروثه الأدبي ومعطيات بيئته وعصره. إن انتشار العرب في الأمصار من بلاد خراسان و السند إلى أقصى المغرب و الأندلس، نتيجة للفتوح الإسلامية، أدى إلى ظهور بعض الملامح القطرية في الشعر العربي، كما أن اختلاف البيئات المحلية أدى إلى خلق بعض الألوان والطعوم المتمايزة لدى بعض الشعراء. غير أن هذه الملامح لم تبلغ المدى الذي يفضي إلى إبداع أدب إقليمي. فقد ظلت عناصر التوحيد أقوى من عناصر التباين، وذلك لأسباب كثيرة، لعل أهمها طبيعة العرب المحافظة التي تتجلى في نزعتها السلفية وحرصها على سماتها القبلية وموروثها الشعري، ومنها سلطان اللغة العربية الذي ينطوي على معطيات ركينة من التفكير وأنماط خاصة من مناحي التصوير وأساليب التعبير، فضلاً عن الافتتان بالقرآن الكريم وهالته المقدسة في نفوس العرب على اختلاف جموعهم وتباعد بلدانهم، ثم ما يتصل بذلك من تعلق روحي بالحجاز، معقل الفصحى ومهبط الوحي وموئل الرسول. وهذا ما يفسر تحدث الشاعر العربي وهو في أقصى الأندلس عن الجمل والسراب وذكره البان والعلم.. وكثير من شعراء العصر العباسي كانت حياتهم قسمة بين دمشق و بغداد و حلب، أو بين الشام و العراق و مصر، أو بين أقطار المشرق وبلاد المغرب. وإن من أرّخوا للأدب العربي على أساس من التقسيم الإقليمي، وأسبقهم أبو منصور الثعالبي في كتابه المشهور « يتيمة الدهر»، ثم العماد الأصفهاني الذي مضى على غراره في كتابه « خريدة القصر» لم يلزموا أنفسهم بهذا الفصل الجغرافي بين هذه البلدان والأقاليم، فبدت لدى شعرائهم ملامح التشابه أوضح من ملامح التباين، وأكثر ما وصفت به أقاليم العرب لا يتعدى الافتتان بمواطن الحسن والجمال في كل منها ونحو ذلك مما يكاد يكون قاسماً مشتركاً بين كثير من البلدان.
كما آثر الأندلسيون بلادهم الجميلة بحبهم ومحضوها إعجابهم، بل إن بعضهم كابن خفاجة وجد في ربوعها جنة أخرى:
يــا أهــل أنـدلس لله دركـــم   ماء وظل وأنهار وأشــجار
ما جنة الخلد إلا في دياركم   ولو تخيرت هذه كنت أختار
من هذا القبيل شعر يبرز جمال  ضفاف بردى و دجلة و النيل، ومفاتن غوطة دمشق وشعب بوان، ومحاسن قرطبة و الزهراء... إذ قلّما يتعدى الأمر هذه الرؤى الجمالية لتلك الأقاليم. وذلك يفضي إلى القول إنه قلما يلمس لدى شعراء العصر العباسي - على اختلاف أقاليمهم وتباعدها - سمات فنية تلفهم وتميزهم على صعيد الصنعة والمعاني والصور وسائر العناصر الأسلوبية، إلا ما كان لديهم من مقومات شخصية ومعطيات ذاتية، أو من ملامح حضرية أو بدوية. وهكذا كان أبو تمام، الشامي المنبت، هو رائد الصنعة البديعية في الشعر العربي، ويشاركه في هذه الريادة أيضاً ابن المعتز العراقي أحد رؤوس مذهب البديع. كما أن البحتري صوّر الطبيعة في المشرق أو صنوه الصنوبري يقابله ابن خفاجة في الأندلس، ومثل هذا التشارك تجده أيضاً على صعيد سائر أغراض الشعر من مديح و غزل و رثاء، وعلى صعيد الأساليب وسائر الظواهر الفنية لدى شعراء كل إقليم من الأقاليم العربية.
أعلام الشعر: حفل العصر العباسي بعدد وفر من الشعراء الأعلام لم يحظ بمثلهم أي عصر آخر ومنهم:
بشار بن برد، و أبو نواس، و أبو العتاهية، و مسلم بن الوليد، و أبو تمام، و دعبل الخزاعي، و البحتري، و ابن الرومي، و ابن المعتز، و أبو فراس الحمداني، و المتنبي، و الشريف الرضي، و أبو العلاء المعري، و ابن الفارض.

## النثر

### فن الخطابة
نشطت الخطابة السياسية في مطلع هذا العصر، إذ اتخذتها الثورة العباسية أداتها في بيان حق بني العباس في الخلافة. وكان من خطباء هذا العصر خلفاؤه الأوائل مثل أبي العباس السفاح و أبي جعفر المنصور و المهدي و الرشيد، وآل بيتهم ومنهم داوود بن علي وأخوته عبد الله وسليمان وصالح وأبناؤهم. وقد وصفهم الجاحظ بأنهم «لم يكن لهم نظراء في أصالة الرأي وفي الكمال والجلالة... مع البيان العجيب والغور البعيد. وكانوا فوق الخطباء وفوق أصحاب الأخبار».
وخطبهم، لا تكاد تختلف من حيث شكلها ومضمونها عن الخطابة في صدر الإسلام و العصر الأموي، إذ غدا من مقتضيات الحياة السياسية العربية أن يشهر اللسان في مثل هذه الأحوال إلى جانب السلاح.
ولما تم الأمر لبني العباس وقضوا على أعدائهم الأمويين، ثم على شركائهم الشيعة، خفتت حدة القول، ولم يعد ثمة ما يحفز الخطباء على التصدي للناس، واصطناع الترهيب والترغيب.
كذلك ضؤلت الخطابة في الجيوش بعد أن انقضى عهد الفتوح. وصار الكثير من الجنود من الجيش الإسلامي نفسه من الأعاجم، فرساً أو تركاً، لا يفقهون العربية ولا يتأثرون ببلاغتها. ولم يعد للخطابة في النفوس بوجه عام ما كان لها من منزلة في عصر الراشدين والأمويين، حين كانت الفن العربي الأصيل الذي كان قوامه البديهية والارتجال. وهكذا انحسرت الخطابة في ضحى العصر العباسي، وكاد شأنها يقتصر على فئة الوعاظ وأئمة المساجد، ولم تعد تتجاوز في غالب الأحوال نمط الخطابة الدينية.

### فن الكتابة
وكان من الطبيعي تبعاً لذلك، ولاسيما في هذا الطور المتحضر، أن تحل الكتابة، مع توالي الأيام محل الخطابة، وأن يقوم كتاب الدواوين ومدبجو الرسائل بتحبير القراطيس وإعداد التقارير. ثم تشعبت أشكال التعبير، لتغدو أقدر على استيعاب مناحي الفكر المتعددة ومنازع الحياة المتجددة.
كانت الترجمة إحدى ضرورات الحركة العلمية التي نشطت بفضل فئة نابهة من الأعاجم يتألف معظمها من السريان والفرس. وبذلك انصبت في بحيرة الثقافة العربية جداول شتى، مختلفة المذاق من تلك الثقافات الوافدة. وعادت حركة النقل بالخير على لغة العرب الأصيلة وأدت إلى ازدهار أنماط من النثر، كالنثر الفني والأدبي، والنثر العلمي، والنثر الفلسفي. وغدت الكتابة وعاء لعلوم العصر الكثيرة ومعارفه الغزيرة، بعد أن دخل العرب عوالم التدوين والتأليف والترجمة من أوسع الأبواب. وليس الغرض هنا التوقف عند الكتابة الديوانية التي شاع أمرها في الأوساط الرسمية والإدارية، مما يتصل بشؤون البلاغات والبيانات، والمواثيق والصكوك، والتولية والغزل.
غير أن ما يعني الباحث منها هو نمط معين لعله أدخل في فن الأدب وهو المعروف بالتوقيعات، أي العبارات الوجيزة التي كان يعلق بها خلفاء بني العباس الأوائل على موضوع رفع إليهم، أو قضية في أيديهم، فيذيلون ذلك بقلمهم ويمهرونه بتوقيعهم. وكان طبيعياً في هذا الصدد أن تقصر الجملة وتختصر العبارة، تبعاً لضيق وقت الخليفة وغزارة المعروض عليه. من هذا القبيل ما وقع به الخليفة أبو جعفر لأهل الكوفة في ذيل رسالة تظلم تجاه واليهم: «كما تكونوا يولَّ عليكم». وما وقع به هارون الرشيد إلى عامله في خراسان وقد شكا إليه سوء الأحوال: «داو جرحك لا يتسع»، وما وقع به المأمون لوال فاسد: «قد كثر شاكوك، وقل شاكروك. فإما اعتدلت، وإما اعتزلت...».
ومثل هذه العبارات المقتضبة أشبه ما تكون بجوامع الكلم التي امتاز بها فصحاء العرب الأوائل الذين اتسموا بالحرص على الإيجاز، وهي على أية حال منسوجة على منوال أنقى عبارات البلغاء.
أما النثر الأدبي الحقيقي فلم يتوطد إلا بفضل الكاتب المنشئ عبد الله بن المقفع (ت142هـ/759م) بعد أن تسلم شعلة هذا الفن من صديقه الناثر الرائد عبد الحميد الكاتب، الذي لقي مصرعه في إثر الثورة العباسية، ولم يقيض له المضي إلى شوط أبعد في هذا المضمار. فقد تجلى فن النثر في أدب الرسائل أول الأمر في نهايات العصر الأموي وبدايات العصر العباسي، فكتب ابن المقفع رسائله على غرار رسائل عبد الحميد، وهي مقالات طوال تتناول موضوعاً معيناً، لعل أشهرها «رسالة الصحابة» أي في آداب الصحبة والمعاشرة والسلوك، ولاسيما مصاحبة السلطان والولاة، والحكام والقادة، والأعوان والبطانة. ثم ما للرعية والجند من حقوق يجب عطاؤها، وما عليهم من واجبات ينبغي أداؤها، فرسالة الصحابة، وهي بمنزلة خطاب مفتوح إلى الخليفة، ذات صبغة سياسية - إدارية، تهتم بشؤون الحكم وسياسة الدولة.
إن فن الرسالة لا يختلف في جوهره عن فن الخطابة إلا من حيث الحجم، فللخطبة حيز محدود من الزمان على حين قد تطول الرسالة لتقرأ بأناة وتمعن. فهما نمطان أو لونان من النثر الأدبي، فقد درج العرب على أن يكتبوا الرسالة في المقصد الكبير، ويلقوا الخطبة في الحدث الجليل. ويمكن القول مع ذلك أن الكتابة انتسجت على منوال الخطابة، وإنه على طريق الخطباء مشى الكتاب، حتى غدت الكتابة آخر الأمر الوريث الشرعي للخطابة.
وما لبث ابن المقفع أن خطا خطوة أخرى في مضمار النثر الأدبي الوليد حين دبج كتابيه الصغيرين « الأدب الصغير»، و«الأدب الكبير»، وهما في واقع الأمر أشبه برسالتين مطولتين، أو هما بتعبير آخر بمنزلة جسر بين الرسالة المحدودة والكتاب النثري الشامل.
أما كتاب «كليلة ودمنة» الذي نقله ابن المقفع إلى العربية من لغة قومه البهلوية، فيعد لبنة أساسية وكبيرة في صرح النثر العربي الزاهر. وهو مثال بارز على ظاهرة تمازج الثقافات ولاسيما بين الآداب الهندية و الفارسية و العربية. ومع أن الكتاب أعجمي الأصول وليس من إبداع العرب في معظمه، فقد انتزع إعجاب الأدباء والنقاد، برغم انتمائه إلى وثنية الهنود و مانوية الفرس. فأقاصيص كليلة ودمنة تضع قارئها في جو محبب، تتعانق فيه الحقيقة والخيال، في تآلف معجب شائق، حافل بالطرافة والغرابة، حيث الحيوانات الناطقة تملأ ربوعه وجنباته، بالحركة والحياة. ومن خلال الحديث بين كليلة وأخيه دمنة ينعقد الحوار المعهود، وتتوالى الأقاصيص واحدة في إثر واحدة، آخذاً بعضها برقاب بعض: فالحيوانات هي وحدها الشخصيات التي تدور من حولها الأحداث، ولكن هذه الحيوانات في الوقت نفسه كائنات تمثل البشر، وهو نماذج من الناس تحس وتفكر، وتحب وتبغض، وتنجح وتخفق.. إنها في حقيقة الأمر رموز للناس في خيرهم وشرهم، وقوتهم وضعفهم، وفطنتهم وغبائهم، وسعادتهم وشقائهم.
وإزاء فيض العلوم وازدهار المعارف في ضحى العصر العباسي حفل المجتمع الإسلامي بأعداد وفيرة من العلماء والكتاب والقصاصين والوعاظ والمؤرخين والفقهاء وعلماء الكلام والفلسفة والمفسرين والمشرعين وأعلام الفكر وأنباه التأليف...  واتسعت لذلك كله مناحي القول، ونشط الحوار، وحمي الجدال.
وكان الجاحظ (ت255هـ/868م) أبرز ممثل لهذا الخضم الزاخر على صعيد الفكر الأدبي، وفي مجال الترسل والتأليف. وكتابه « البيان والتبيين» مرآه جلية وأمينة للحياة الأدبية الحافلة عند العرب، بما انطوت عليه من روائع الشعر وبدائع النثر وطرائف الأخبار. وكتابه « البخلاء» صورة متألقة لنماذج بشرية انطوت نفوسها على سمات وملامح برع الجاحظ في سبر أغوارها ورسم معالمها، وتصوير منازعها. وكتابه «الحيوان» نمط طريف بين موضوعات لم تكن معهودة لدى المؤلفين، فعالم الحيوان عالم واسع فسيح الأرجاء اقتحمه الجاحظ مزوداً بثقافة موسوعية عريضة، ونظر فاحص ثاقب، وفكر نقدي ناضج.
وغدا طبيعياً في هذا العصر أن تكون الطوابع الذهنية غالبة في أكثر أنماط الكتابة ومضامينها، لأن النثر أصلاً وعاء العقل، والشعر ترجمان الشعور. فنشطت كتابات العلماء والفلاسفة والفقهاء وكذلك رؤوس الفرق من معتزلة ومرجئة وشيعة، وأيضاً المجوس والزنادقة والملاحدة. وفي غمار هذه الحياة الفكرية الموارة والبيئة الحضارية الحافلة، اشتد الحوار وحمي التناظر واحتدم الجدال، ولاسيما ما دار بصدد قضايا مهمة كالشعوبية والزندقة ومسائل خلق القرآن والجبر والاختيار... وقد اكتسب بعض هذه المناظرات شهرة واسعة وطابعاً حاسماً، كالذي احتدم في أواخر القرن الرابع الهجري/ العاشر الميلادي بين الخوارزمي و بديع الزمان.
كذلك امتد هذا المنحى إلى الأدباء والنقاد فظهرت كتب جمة اتخذت من الموازنة بين الشعراء محوراً لها، ككتاب الحسن بن بشر الآمدي (ت371هـ/981م) في « الموازنة بين الطائيين»: أبي تمام و البحتري، وكتاب القاضي الجرجاني (ت392هـ/1001م) في «الوساطة بين المتنبي وخصومه».
واتخذت ظاهرة الموازنة بين أمرين أشكالاً كثيرة وتناولت موضوعات متنوعة ،ومنها اهتمام المتكلمين بالموازنة بين مساوئ الديك ومحاسنه، وبين منافع الكلب ومضاره، أو المفاضلة بين الديك والطاووس. وفي خضم هذه الحياة الفكرية بدا أن الحقيقة غدت نسبية وأنه يمكن أن يكون لكل قضية وجهان، وفي كل مسألة قولان، وشاع لدى بعضهم أن يؤيد موضوعاً ويثبته، وأن يدحضه في الوقت نفسه وينقضه، وذلك فيما يشبه المنحى السفسطائي. من ذلك ما ترويه بعض كتب الأدب من أن الخليفة في مجلسه طلب مرة من أحدهم أن يصف له كأساً كانت في يده، فما كان منه إلا أن قال: «أبمدح أو بذم؟»، فقال الخليفة: «صفها بمدح» قال: «تريك القذى وتقيك الأذى» ومضى على هذا الغرار من ذكر محاسنها، وحين طلب إليه أن يصفها بذم، وصفها بقوله: «سريع كسرها، بطيء جبرها» مصوّراً على التو معايبها.
وكان لمثقفي الولاة والوزراء تأثيرهم في إذكاء هذه الروح من تشجيع التباري والتنافس، فالوزير أبو عبد الله العارض يقول للكاتب أبي حيان التوحيدي (ب410هـ/1019م): «أحب أن أسمع كلاماً في مراتب النظم والنثر، وإلى أي حد ينتهيان، وعلى أي شكل يتفقان. وأيهما أجمع للفائدة، وأرجع بالعائدة، وأدخل في الصناعة، وأولى بالبراعة». وقد أورد أبو حيان في كتابه « الإمتاع والمؤانسة» صورة من هذه المفاضلة المسهبة. ولا ريب في أن هذه الحركة الفكرية الدائبة التي اتخذت عهدئذ من النثر وعاء رحيباً لها كانت مبعث اهتمام المناطقة والمتكلمين ومهوى أفئدة الناشئة والمتأدبين.
على أن ارتقاء أساليب النثر في ظل ازدهار الحياة العقلية استتبع تكاثر المصطلحات المستحدثة كالهيولى والصورة والجوهر والعرض والحد والعنصر، والألفاظ الدخيلة مثل الترياق والآيين والاسطقس.. وكان متوقعاً إزاء فيض الأفكار الجديدة والألفاظ الدخيلة والأسماء الغريبة ألا تنطوي بعض النصوص والكتابات على اليسر المعهود، وأن يستغلق فهمها أحياناً على مدارك الكثيرين من أوساط الناس، حين كانت تصدمهم مظاهر التعقيد وملامح الغموض فيما يسمعون ويقرؤون. وكما ضاق البحتري ذرعاً في هذا العصر مزج حدود المنطق وقضايا الذهن في فن الشعر، واستنكر أحد الأعراب ما سمعه في مجلس بعض النحاة فقال ساخراً متعجباً: «أراكم تتكلمون بكلامنا، في كلامنا، بما ليس في كلامنا».
وفي الوقت نفسه إبَّان القرن الرابع الهجري/ العاشر الميلادي انبثق في الحياة الأدبية نمط نثري مستحدث عرف بالمقامات، وهو نثر قصصي يغلب عليه التأنق اللفظي والتزيين البديعي ويجنح أحياناً في مضمونه إلى السخرية والدعابة، ويمكن القول إن هذا الفن ولد كاملاً بفضل موهبة الناثر القدير بديع الزمان الهمذاني (ت398هـ/1007م)، فهو في مقامته المسماة «البغدادية» يسوق الحكاية على لسان الراوية الموهوم الذي اخترع شخصيته وأطلق عليه اسم عيسى بن هشام وقد يسند إليه أحياناً دور البطل بالإضافة إلى ذلك كما في مقامته البغدادية: «اشتهيت الازاد وأنا ببغداد، وليس معي عقد على نقد. فخرجت أنتهز محاله، حتى أحلني الكرخ. فإذا أنا بسوادي يسوق بالجهد حماره، ويطرز بالعقد إزاره. فقلت: ظفرنا والله بصيد. وحياك الله أبا زيد...».
ومثل هذا النمط الشائق من فنون القول استهوى شباب ذلك الجيل، إذ وجدوا فيه مذاقاً طريفاً ينطوي على المرح والهزل، ويبتعد عن الرصانة والجهد. كما وجدوا في أسلوبه صياغة جميلة ترضي نزوعهم إلى التأنق اللفظي والزخرفة الأسلوبية. وهذا ما حفز ناثراً بارزاً آخر بعد ذلك على المضي قدماً في ممارسة هذا الفن النثري وهو أبو محمد القاسم الحريري (ت516هـ/1222م) ولكنه تمادى في اصطياد السجع وسائر المحسنات البديعية إلى حد التصنع والتكلف. كما أن مقاماته قصرت عن المقامات السالفة، لأن منشئها لم يكن يضارع بديع الزمان في موهبته، فأتت مقاماته قليلة الرونق أشبه بمتون لغوية مسجوعة.

### خصائص النثر الفنية
وعلى صعيد الأسلوب في نثر العصر العباسي فقد اغتنت ملامحه وتنوعت أنماطه. فقوام التعبير عند ابن المقفع مشاكلة اللفظ للمعنى، مع توخي الاقتصاد في الألفاظ والوضوح في المعاني إذ البلاغة عنده «هي التي إذا سمعها الجاهل ظن أنه يحسن مثلها»، فكان همه جلاء الفكرة وإيصال المعنى، ولهذا لم يكن يلوي على صنعة أو تنمق ولا وشي أو تزيين. غير أن السنين التي أعقبت ذلك حملت مع التعقيد الحضاري ما يوازيه من التعقيد الأسلوبي، على غرار ما كان أيضاً من حال الشعر، فطالت العبارة لتكون أقدر على استيعاب الفكرة، وحل الإطناب في القول محل الإيجاز المعهود. وحرص الكتاب على أن تتسربل جملهم فيما بينها بإيقاع الازدواج أو التوازن، من مثل ما جنح إليه سهل بن هارون (ت215هـ/830م) و الجاحظ، أول الأمر، ثم ما زاد فيه أبو حيان التوحيدي، وما استكثر منه ابن العميد (ت360هـ/830م)، و الصاحب ابن عباد (ت385هـ/995م).
ثم مضى الناثرون على هذا الصعيد من تدبيج كتاباتهم والتأنق في عباراتهم إلى المدى الأقصى، وذلك في أواخر القرن الرابع الهجري، وما تلاه من قرون. فجدّوا في طلب الزخرفة والتنميق. ولم يقتصر طلب السجع والزخرف على أصحاب المقامات بل كاد يشمل ذلك معظم الأدباء والناثرين. وقلما نأى كاتب منشيء في العهود العباسية المتأخرة عن هذه المظاهر التزيينية في النثر العربي. فأبو العلاء المعري في كتابه «الفصول والغايات» الذي كاد يقصره على مناجاة الخالق بعبارات طافحة بالغرابة اللفظية ومثقلة بالسجع الممجوج: «أقسم بخالق الخيل، والعيس الواجفة بالرحيل، تطلب بموطن جليل، والريح لهابة بليل، بين السوط ومطامع سهيل، إن الكافر لطويل الويل، وإن القمر لمكفوف الذيل، شعر النابغة وهذيل، وغناء الطير على الغيل...».
ولم يحل القرن السادس الهجري حتى غلب التصنع على النثر العربي وبسط طابعه على معظم النتاج الأدبي في ذلك العصر. ولعل ما يبعث على الرضى أن بعض أنماط الكتابة النثرية لم تنجرف مع هذا المد التعبيري المتكلف، بل ظلت بريئة إلى حد بعيد من معظم هذه القيود اللفظية والزخارف البديعية، إلا قليلاًَ من السجع بين الألفاظ وبعضاً من التوازن بين الجمل فحافظت كتب المؤلفين ومصنفات العلماء بالإجمال على الأسلوب المرسل ولاسيما مؤلفات النقد الأدبي والتراجم والتاريخ وتقويم البلدان ونحوها. وخير مثال على هذا الترسل ما كتبه أبو الفرج الأصفهاني  و عبد القاهر الجرجاني... وامتد هذا المنحى النثري المطلق إلى ما بعد العصر العباسي، وتجلى في نثر ابن خلدون وأمثاله من أصحاب الأسلوب المرسل.

### أعلام النثر
ظهر في هذا العصر عدد هائل من الكتاب والمؤلفين منهم ابن المقفع و الجاحظ و ابن قتيبة و أبو الفرج الأصفهاني و ابن العميد و أبو حيان التوحيدي و بديع الزمان الهمذاني و الحريري.